# Ikor
IKOR es una compañía de ámbito internacional que ofrece servicios de diseño, desarrollo y fabricación de circuitos electrónicos. Empresa fundada en 1981, tiene su sede principal en San Sebastián, Guipúzcoa, España.
Originalmente una empresa familiar, cuenta en 2013 con un total de 600 empleados en sus plantas productivas, distribuidas entre San Sebastián, México y China. Tiene una facturación anual de 65 millones de dólares.

## Historia
La compañía IKOR nace en Guipúzcoa en 1981 de la mano de dos emprendedores, Miguel Ángel Sierra y Jesús Iñurrita.
En 1998 IKOR comienza su internacionalización, abriendo una planta en Guadalajara, México con el fin de atender la demanda del mercado Americano. En 2004, IKOR inaugura una oficina comercial en Shanghái y dos años después una planta productiva en el Suzhou Industrial Park, Shanghái, China.
En 2005 se crea IKOR Technology (ITC), la Unidad de I+D Empresarial del Grupo. Un año después se desarrollará una nueva unidad de negocio, IKOR Metering dedicada al Smart Metering  y las comunicaciones M2M. Esta empresa ha sido la encargada de instalar 32.000 dispositivos de telelectura iFlow en la ciudad de Irún, convirtiéndola en una de las primeras localidades a nivel europeo en alcanzar este porcentaje.[cita requerida]
En la actualidad IKOR cuenta con 600 trabajadores en sus tres plantas.

## Sectores
El Grupo IKOR desarrolla productos para diferentes sectores como el del ferrocarril, la automoción, control de accesos,  elevación, las comunicaciones, la electromedicina, electrodomésticos & máquinas expendedoras, así como, energías renovables e iluminación.
Los sistemas electrónicos que se fabrican en sus plantas, se encuentran en numerosos productos, que empleamos a diario. Sus circuitos electrónicos están alojados en el interior de muchos turismos, motocicletas,  vehículos industriales, ascensores, cerraduras electrónicas etc.